# Алан Хинтън
Алан Хинтън (на английски: Alan Hinton) е бивш английски футболист, играл за Нотингам Форест и Дарби Каунти. Известен е с това, че е играл с бели футболни обувки.

## Биография
Кариерата му започва в младежките формации на Уулвърхямптън Уондърърс през октомври 1959. Прави дебюта си за мъжкия състав на 7 януари 1961 година при равенството 1:1 с Хъдърсфилд Таун за ФА Къп.
През сезон 1961 – 1962 той отбелязва 5 гола в 16 срещи, което го прави водещ голмайстор. Извикан е и за мача на Англия срещу Франция в квалификациите за европейското първенство на Хилзбъро. Голмайсторския му усет предизвиква интереса на други клубове и той подписва с Нотингам Форест през февруари 1964. За 4 сезона на Сити Граунд, Хинтън изиграва 112 мача като се разписва 24 пъти. По време на престоя си в клуба, той изиграва и две срещи с националния отбор – 2:2 с Белгия и победа с 2:1 срещу Уелс. През септември 1967 той подписва с местния съперник на Форест – Дарби Каунти за 30 000 £. Престоят му в овните продължава 8 сезона и е най-успешния в историята на клуба. Дарби Каунти печели титлата във Втора Дивизия и получава промоция за Първа Дивизия, където завоюва титлата през 1972 и 1975 година. В 253 мача за Дарби той отбелязва 63 гола.